# François Bazin (sculpteur)
Pour les articles homonymes, voir François Bazin et Bazin.
François Victor José Bazin, dit François Bazin, est un sculpteur et médailleur français, né à Paris le 31 octobre 1897 et mort dans la même ville le 9 décembre 1956.

## Biographie
François Bazin naît dans le 14e arrondissement de Paris, le 31 octobre 1897, de parents graveurs sur cuivre et médailleurs. Il passe son enfance au Chili où son père enseigne aux Beaux-Arts de Santiago. De retour à Paris en 1913, il étudie à l'École des arts décoratifs et à l’École nationale supérieure des beaux-arts de Paris où il est élève de Édouard Navellier, Denys Puech et Jean-Antoine Injalbert. Il est contemporain et camarade de Paul Belmondo, Pierre-Marie Poisson et Charles Despiau. 
Mobilisé en janvier 1916 lors de la Première Guerre mondiale, il intègre l'escadrille de chasse Spa 164 CF,, commandée par le capitaine Henry de Nompère de Champagny (1890-1944). Il passe son brevet de pilote en juillet 1918 mais semble avoir rempli cette fonction dès le 31 décembre 1917 à la Division 21 ou 22. 
François Bazin est contacté après la guerre par la Société Hispano Suiza pour créer le bouchon de radiateur de leurs futures automobiles reprenant de motif de l’oiseau ornant les carlingues de l’escadrille victorieuse de Guynemer. 
Entre 1920 et 1935, François Bazin crée un grand nombre de bouchons de radiateur d'automobiles : Cigogne (1920, Hispano Suiza), tête de Femme Mangbetu (Croisière Noire de Citroën), Triomphe (Isotta Fraschini), tête d'éléphant (Latil), Centaure (Unic), Licorne (la Licorne).
Lauréat de nombreux prix (beaux-arts, prix national), François Bazin séjourne en Italie à la villa Médicis, en Grèce, en Égypte (1929) et à Madagascar (1956), où il réalise des statues et des portraits au fusain. Il gagne en 1929 la médaille d'or du Salon des artistes français et obtient le Prix National pour son envoi Aux Bigoudens, terre de pardons et de légendes à Pors-Car en Penmarch.
Il présente trois bas-reliefs décoratifs pour le palais du thermalisme à l'Exposition Arts et Techniques de 1937 à Paris.
Il meurt le 9 décembre 1956 dans le 14e arrondissement de Paris.

## Œuvres

### Œuvres dans les collections publiques
En Égypte
- Assouan : Dans la Vallée du Nil, bronze.

En France
- Cachan : Monument aux FFI de Cachan, 1945, granit.
- Camaret, La Croix de Pen-Hir : Monument aux Bretons de la France libre, 1952, granit, en collaboration avec l’architecte Jean-Baptiste Mathon (inscription au titre des monuments historiques en 1996)[6].
- Bannalec : Monument à Jean Bourhis, 1932, buste en bronze sur stèle en granit[7].
- Buc, aérodrome : Monument à l'aviateur Jean Casale, granit.
- Paris : Arts-Sciences-lettres-Sports, 1936, bas-relief en granit.
- Pont-l'Abbé, Monument aux Bigoudens, 1931, granit.
- Quimper :
  - Monument des Filles de la mer, 1935, granit[8].
  - cathédrale Saint-Corentin : Tombeau d'Adolphe Duparc, évêque de Quimper, 1948.
  - hôtel de préfecture du Finistère : Cheval breton, 1939, bronze.
  - musée départemental breton :
    - Ouessantine, buste en plâtre, étude pour le Monument des Filles de la mer ;
    - Maquette du Monument des Filles de la mer, 1935, terre cuite ;
    - Buste du cinquième âge de la vie, ou Vieille Bretonne[9].
- Quimperlé : Monument à J. Le Louedec, sénateur-maire de Quimperlé, granit.
- Rennes, Institut géologique : Les quatre Éléments, 1942, pierre.
- Salins-les-Bains, musée Max Claudet  : Buste de Charles David, après 1933, bronze[10].

### Médaille
- Chambre de Commerce de Quimper et de Brest.
- Caisse d'épargne de Quimper, Brest, Rennes, Quimperlé.
- Paquebot Pasteur.
- Ville de Tananarive, 1956.
- La Cigogne d’Hispano Suiza (emblème de Guynemer).

### Bouchon de radiateur
- Cigogne, pour Hispano Suiza.
- Tête de Femme Mangbetu, pour la Croisière Noire de Citroën.
- Triomphe, pour Isotta Fraschini.
- Tête d'éléphant, pour Latil.
- Centaure, pour Unic.
- Licorne, pour La Licorne.

## Récompenses
- Prix de la ville de Paris en 1913.
- Lauréat du prix Roux de l’Institut de France et lauréat du prix Chenavard de l’École nationale supérieure des beaux-arts.
- Premier second grand prix de Rome en sculpture en 1925.
- Prix national des beaux-arts (Italie, Grèce, Égypte) en 1929.
- Premier et troisième prix au Salon de 1929 à Paris pour ses statues égyptiennes.
- Prix national en 1955. Il séjourne à Madagascar.

## Distinctions
François Bazin est nommé chevalier de l'ordre national de la Légion d'honneur en 1938.